# Conductivitat elèctrica
La conductivitat elèctrica és una mesura de la capacitat d'un material de deixar passar el corrent elèctric, la seva aptitud per deixar circular lliurement les càrregues elèctriques. La conductivitat depèn de l'estructura atòmica i molecular del material, els metalls són bons conductors perquè tenen una estructura amb molts electrons amb lligams febles i això permet el seu moviment. La conductivitat també depèn d'altres factors físics del mateix material i de la temperatura.
Quan s'estableix una diferència de potencial al llarg d'un conductor elèctric, el flux de les càrregues mòbils genera un corrent elèctric. La conductivitat σ es defineix com la relació de la densitat de corrent {\displaystyle \mathbf {J} } respecte de la força del camp elèctric {\displaystyle \mathbf {E} }:
{\displaystyle \mathbf {J} =\sigma \mathbf {E} }
També hi ha materials als quals la conductivitat és de tipus anisotròpica, en aquest cas σ és una matriu de tipus 3x3 (tècnicament és un tensor de segon ordre) generalment simètrica.
La conductivitat elèctrica és la inversa de la resistivitat, es correspon a la conductància d'una porció de material d'1 metre de longitud i 1 metre quadrat de secció.

## Unitats
La unitat del Sistema Internacional d'Unitats per a la conductivitat és el siemens per metre (S·m-1). És a dir, A²s3m-3kg -1. Es tracta de la relació entre la densitat de corrent i la intensitat del camp elèctric. Com s'ha dit més amunt, la inversa de la resistivitat.
La conductivitat es representa generalment amb la lletra grega sigma: σ.
Segons el material, σ varia de 108 S.m-1 a 10-22 S.m-1

## Classificació dels materials per la seva conductivitat
- Els conductors com els metalls tenen una elevada conductivitat. Els portadors de càrrega són els electrons lliures.
- Les solucions d'electròlits (que tenen ions en solució) tenen bona conductivitat, però dependrà de la natura dels ions presents a la solució i la seva concentració. La conductivitat d'una solució pot ser mesurada per mitjà d'un conductímetre.
- Els aïllants com el vidre o el buit tenen una baixa conductivitat.
- En els semiconductors la conductivitat és mitjana, però varia àmpliament sota determinades condicions, com ara l'exposició del material a camps elèctrics, a freqüències específiques de la llum i, més important, amb la temperatura. Aquestes propietats són utilitzades per crear diferents tipus de sensors.

## Algunes conductivitats típiques
|                    | Conductivitat elèctrica (S·m-1) | Temperatura(°C) | Notes |
| ------------------ | ------------------------------- | --------------- | --- |
| Argent             | 63,01 × 10⁶                     | 20              | La conductivitat més alta de qualsevol metall |
| Coure              | 59,6 × 10⁶                      | 20              | |
| Coure recuit       | 58,0 × 10⁶                      | 20              | Es refereix a IACS 100% (International Annealed Copper Standard o Coure recuit internacional estàndard). La unitat per expressar la conductivitat als materials no-magnètics per mitjà de proves utilitzant un corrent de Focault. |
| Alumini            | 37,8 × 10⁶                      | 20              | |
| Aigua de mar       | 5                               | 20              | |
| Aigua potable      | 0,0005 a 0,05                   | 20              | |
| Aigua desionitzada | 5,5 × 10-6                      | 20              | |

## Conductivitat als sòlids cristal·lins
En el cas dels sòlids cristal·lins, la llei de Nernst-Einstein, que descriu la migració de les imperfeccions o defectes cristal·lins a la xarxa cristal·lina quan són sotmeses a una força, permet de calcular la conductivitat en funció d'altres paràmetres fonamentals del material:
{\displaystyle \sigma ={\frac {Dz^{2}e^{2}c}{kT}}}
on
- D és el coeficient de difusió de la imperfecció carregada considerada
- z és el nombre de càrregues portades per la imperfecció o defecte cristal·lí
- e és la càrrega elemental
- c és la concentració de la imperfecció
- k és la Constant de Boltzmann, ≈ 1,3806 × 10-23 J.K-1
- T és la temperatura absoluta

Aquesta llei permet calcular la velocitat de migració de les imperfeccions en funció de la intensitat de la força i del coeficient de difusió de les imperfeccions dins el cristall.

## Conductivitat complexa
Per analitzar la conductivitat de materials sotmesos a camps elèctrics alterns, és necessari tractar la conductivitat com un nombre complex (o com una matriu de nombres complexos, en el cas del materials anisotròpics) que s'anomena admitància. Aquest mètode és utilitzat en aplicacions com la tomografia d'impedàncies, un mètode d'obtenció d'imatges per a usos industrials i mèdics. L'admitància és la suma del component real, anomenat conductivitat, i la part imaginària, anomenada susceptància.

## Dependència de la temperatura
La temperatura modifica la conductivitat elèctrica. Mentre que als materials conductors com els metalls la conductivitat disminueix a mesura que s'incrementa la temperatura, als semiconductors augmenta amb l'increment de la temperatura. Per sobre d'un determinat interval de temperatura, la conductivitat elèctrica té tendència a ser directament proporcional a la temperatura. Per tal de poder comparar les mesures de la conductivitat elèctrica a diferents temperatures, serà necessari referir-les a una temperatura comuna. Aquesta dependència s'expressa habitualment com el pendent del gràfic conductivitat-temperatura:
{\displaystyle \sigma _{T'}={\sigma _{T} \over 1+\alpha (T-T')}}
on
σT′ és la conductivitat elèctrica a la temperatura comuna, T′
σT és la conductivitat elèctrica mesurada a la temperatura, T
α és el pendent de compensació de la temperatura del material,
T és la temperatura mesurada,
T′ és la temperatura comuna.